# 托米·福雷卡斯特
托米·福雷卡斯特（英語：Tommy Forecast；1986年10月15日—）是一位英格蘭足球運動員。在場上的位置是守門員。他現在效力於英格蘭足球聯賽球隊達特福德足球俱樂部。他出身於熱刺的青訓營，並且在甘士比足球會開始自己的足球生涯。

## 外部連結
- 足球数据库：托米·福雷卡斯特的球员统计数据